# Rick Hoogendorp (voetballer)
Rick Hoogendorp (Blerick, 12 januari 1975) is een Nederlands voormalig voetballer die als aanvaller speelde. Hij speelde van 1994 tot en met 2009 betaald voetbal bij onder meer FC Den Haag, RKC Waalwijk, Celta de Vigo en VfL Wolfsburg.

## Loopbaan
Hoogendorp is clubtopscorer aller tijden van RKC Waalwijk met 95 doelpunten. Aan de vooravond van zijn 250e duel in dienst van RKC Waalwijk werd bekend dat Hoogendorp per direct zou vertrekken naar VfL Wolfsburg. De club kon het transferbedrag (waarvan de hoogte niet bekend is gemaakt) niet weigeren.
Hoogendorp kwam bij Wolfsburg met 23 optredens in twee halve seizoenen relatief weinig aan spelen toe. Na anderhalf jaar keerde hij terug naar ADO Den Haag, de club waar hij zijn carrière was begonnen.
Na twee seizoenen bij ADO Den Haag zegde Hoogendorp het betaald voetbal vaarwel en speelde vervolgens het seizoen 2009/10 bij Hoofdklasser SVV Scheveningen. Met SVV wist hij de nacompetitie voor de Topklasse niet te halen, waarna Hoogendorp zijn voetballoopbaan definitief beëindigde. Sindsdien is hij werkzaam als jeugdtrainer bij ADO Den Haag en heeft hij een voetbalschool. Op 13 mei 2020 tekende hij een twee-jarig contract als assistent-trainer van ADO Den Haag. Begin november werden hij en zijn collega assistent-trainer Michele Santoni uit de technische staf verwijderd door de clubleiding waarna op 7 november 2020 hoofdtrainer Aleksandar Ranković werd ontslagen.

## Persoonlijk
Zijn vader Dick is eveneens voetballer geweest, bij onder andere FC VVV. Tijdens diens verblijf in Noord-Limburg werd Rick Hoogendorp in hun toenmalige woonplaats Blerick geboren.

## Clubstatistieken
| seizoen | club          | land      | competitie       | duels | goals | competitie | duels | goals | competitie | duels | goals | Totaal duels | Totaal goals |
| ------- | ------------- | --------- | ---------------- | ----- | ----- | ---------- | ----- | ----- | ---------- | ----- | ----- | ------------ | ------------ |
| 1994/95 | FC Den Haag   | Nederland | Eerste divisie   | 33    | 15    | KNVB Beker | 1     | 0     |            |       |       | 34           | 15           |
| 1995/96 | MVV           | Nederland | Eerste divisie   | 32    | 8     | KNVB Beker | 1     | 0     |            |       |       | 33           | 8            |
| 1996/97 | MVV           | Nederland | Eerste divisie   | 10    | 0     |            |       |       |            |       |       |              |              |
| 1996/97 | Dordrecht'90  | Nederland | Eerste divisie   | 22    | 7     |            |       |       |            |       |       |              |              |
| 1997/98 | Dordrecht'90  | Nederland | Eerste divisie   | 31    | 11    |            |       |       |            |       |       |              |              |
| 1998/99 | Dordrecht'90  | Nederland | Eerste divisie   | 12    | 14    |            |       |       |            |       |       |              |              |
| 1998/99 | RKC Waalwijk  | Nederland | Eredivisie       | 20+6  | 9+2   |            |       |       |            |       |       | 26           | 11           |
| 1999/00 | RKC Waalwijk  | Nederland | Eredivisie       | 18    | 9     | KNVB Beker | 4     | 7     |            |       |       | 22           | 16           |
| 1999/00 | Celta de Vigo | Spanje    | Primera División | 7     | 0     |            |       |       | UEFA Cup   | 2     | 0     | 9            | 0            |
| 2000/01 | RKC Waalwijk  | Nederland | Eredivisie       | 34    | 17    |            |       |       | Intertoto  | 2     | 0     | 36           | 17           |
| 2001/02 | RKC Waalwijk  | Nederland | Eredivisie       | 33    | 13    | KNVB Beker | 1     | 1     | Intertoto  | 2     | 0     | 36           | 14           |
| 2002/03 | RKC Waalwijk  | Nederland | Eredivisie       | 31    | 16    |            |       |       |            |       |       |              |              |
| 2003/04 | RKC Waalwijk  | Nederland | Eredivisie       | 31    | 7     |            |       |       |            |       |       |              |              |
| 2004/05 | RKC Waalwijk  | Nederland | Eredivisie       | 33    | 12    | KNVB Beker | 4     | 2     |            |       |       | 37           | 14           |
| 2005/06 | RKC Waalwijk  | Nederland | Eredivisie       | 18    | 12    |            |       |       |            |       |       |              |              |
| 2005/06 | VfL Wolfsburg | Duitsland | 1. Bundesliga    | 14    | 1     |            |       |       |            |       |       |              |              |
| 2006/07 | VfL Wolfsburg | Duitsland | 1. Bundesliga    | 8     | 0     | DFB Pokal  | 2     | 1     |            |       |       | 10           | 1            |
| 2006/07 | ADO Den Haag  | Nederland | Eredivisie       | 8     | 3     |            |       |       |            |       |       |              |              |
| 2007/08 | ADO Den Haag  | Nederland | Eerste divisie   | 28+4  | 7+0   |            |       |       |            |       |       | 32           | 7            |
| 2008/09 | ADO Den Haag  | Nederland | Eredivisie       | 15    | 2     | KNVB Beker | 1     | 0     |            |       |       | 16           | 2            |
| 2009/10 | Scheveningen  | Nederland | Hoofdklasse A    | 12    | 2     |            |       |       |            |       |       |              |              |
| Totaal  |               |           |                  | 402   | 149   |            | 14    | 11    |            | 6     | 0     | 422          | 160          |